# Coryanthes cataniapoensis
Coryanthes cataniapoensis är en orkidéart som beskrevs av Gustavo Adolfo Romero och Germán Carnevali. Coryanthes cataniapoensis ingår i släktet Coryanthes, och familjen orkidéer. Inga underarter finns listade i Catalogue of Life.